# Return in Bloodred
Return in Bloodred is het eerste studioalbum van de Duitse power-metal band Powerwolf.

## Musici
- Matthew Greywolf – gitaar
- Charles Greywolf – gitaar, basgitaar
- Falk Maria Schlegel – keyboard
- Attila Dorn – zang
- Stéfane Funèbre – slaginstrumenten

## Muziek
| Nr. | Titel                      | Duur |
| --- | -------------------------- | ---- |
| 1.  | Mr. Sinister               | 4:39 |
| 2.  | We Came to Take Your Souls | 4:01 |
| 3.  | Kiss of the Cobra King     | 4:32 |
| 4.  | Black Mass Hysteria        | 4:12 |
| 5.  | Demons & Diamonds          | 3:39 |
| 6.  | Montecore                  | 5:19 |
| 7.  | The Evil Made Me Do It     | 3:39 |
| 8.  | Lucifer in Starlight       | 4:49 |
| 9.  | Son of the Morning Star    | 5:10 |